# The Sentinel (film, 2006)
Pour les articles homonymes, voir The Sentinel.
Pour plus de détails, voir Fiche technique et Distribution.
The Sentinel est un film américain de Clark Johnson, sorti en 2006.

## Synopsis
Pete Garrison (Michael Douglas) est un agent des services secrets et l'un des gardes du corps de la première dame des États-Unis Sarah Ballentine (Kim Basinger), avec laquelle il a une liaison.  Il est l'un de ceux qui ont sauvé le président Ronald Reagan lors d'une tentative d'assassinat. Charlie Merriweather (Clark Johnson), son meilleur ami, est trouvé assassiné devant sa maison. Pete obtient des informations indiquant qu'un complot pour assassiner le président est mis en place. On révèle aussi qu'un des agents de sécurité du président est impliqué. Le Secret Service Protective Intelligence Division, mené par l'ancien protégé et ex-ami de Garrisson, David Breckinridge (Kiefer Sutherland), avec Jill Marin (Eva Longoria), est appelé à enquêter sur l'affaire. Tous les agents sont passés au polygraphe. Garrison échoue au polygraphe, et devient le premier suspect dans l'affaire.
Lorsque Breckinridge confronte Garrison dans sa maison, en l'interrogeant sur le complot, on apprend que Garrison a été en relation avec la femme de Breckinridge, ce que Garrison nie. Garrison réussit à s'évader et commence à conduire sa propre enquête. Il prend contact avec la Première dame et lui explique son innocence. Il essaye de contacter son informateur, mais il apprend qu'il a été tué. Il affronte Breckinridge, ce dernier refuse de tirer sur lui. Il continue son enquête et apprend que l'attentat contre le président est prévu durant le sommet du G8.
Pendant ce temps, la Première dame révèle sa liaison avec Garrison à Breckinridge, et lui explique la raison pour laquelle Garrison a échoué au test. Garrison et Breckinridge découvrent l'identité de la taupe et de l'assassin, il s'agit de William Montrose (Martin Donovan) qui n'a jamais passé le test. Montrose est le responsable de la sécurité du président à Toronto. Le leader du complot, connu sous le nom « The Handler », demande à Montrose de lui livrer le président. Montrose refuse au début, mais The Handler le tient en menaçant de tuer sa femme et ses enfants s'il ne coopère pas. Garrison et  Breckinridge vont au sommet pour sauver le président et arrêter l'assassin qui s'est habillé en agent de l'« Emergency Response Team ». The Handler est déguisé en officier de la gendarmerie royale du Canada. Plusieurs agents sont tués comme Ed et Pamela.  Montrose est tué par le faux agent de l'Emergency Task Force, en essayant de protéger le président. Jill Marin et Breckinridge réussissent à sauver la vie du président, pendant que Garrison sauve la vie de la Première dame, lorsque The Handler essaye de la prendre en otage, mais il est tué par Garrison. Celui-ci prend finalement sa retraite anticipée.

## Fiche technique
- Titre original et français : The Sentinel
- Réalisation : Clark Johnson
- Scénario : George Nolfi, d'après le roman éponyme de Gerald Petievich
- Musique : Christophe Beck
- Costumes : Ellen Mirojnick
- Productions : Michael Douglas, Marcy Drogin et Arnon Milchan
- Sociétés de productions : Regency Enterprises, Further Films, RatPac-Dune Entertainment et New Regency Productions
- Société de distribution : 20th Century Fox
- Budget : 60 000 000 $
- Pays d'origine : États-Unis
- Langue : anglais
- Format : couleurs – 2,35:1 – 35 mm, cinéma numérique — son Dolby Digital
- Genre : thriller
- Durée : 108 minutes
- Dates de sortie :
  -  États-Unis : 21 avril 2006
  -  France : 30 août 2006

## Distribution
- Michael Douglas (VF : Patrick Floersheim) : Peter « Pete » Garrison, agent du Secret Service attaché à la protection de la Première dame
- Kiefer Sutherland (VF : Patrick Béthune) : David Breckinridge, agent du Secret Service attaché à la Protective Intelligence Division
- Eva Longoria (VF : Odile Schmitt) : Jill Marin, agent du Secret Service attaché à la Protective Intelligence Division
- Kim Basinger (VF : Michèle Buzynski) : Sarah Ballentine, première dame des États-Unis
- Martin Donovan (VF : Marc Alfos) : William Montrose, agent du Secret Service, chef de la Presidential Protection Division
- Ritchie Coster (VF : Bernard Lanneau) : The Handler, chef terroriste
- Clark Johnson : Charlie Merriweather, agent du Secret Service
- Gloria Reuben (VF : Maïk Darah) : Mme Merriweather, épouse de Charlie Merriweather
- David Rasche (VF : Philippe Vincent) : John Ballentine, président des États-Unis
- Raynor Scheine (VF : Jean-Pierre Moulin) : Walter Xavier, informateur de Pete Garrison
- Blair Brown : Conseiller à la sécurité nationale du président des États-Unis
- Kristin Lehman : Cindy Breckinridge, ex-épouse de David Breckinridge
- Raoul Bhaneja (en) (VF : Roland Timsit) : Aziz Hassad
- Yanna McIntosh : Teddy Vargas
- Josh Peace : Agent Davies
- Simon Reynolds : Tom DiPaola
- Geza Kovacs : Agent Turzanski
- Jasmin Geljo : Assassin
- Danny A. Gonzales : Hugo Ortega

 Source et légende : version française (VF) sur RS Doublage

## Accueil

### Critiques
Les critiques n'ont généralement pas apprécié le film. Il obtient un score de 34 % chez Rotten Tomatoes. Pour sa part le Los Angeles Times a donné une critique favorable pour le film. Sur le site Metacritic, le film a eu 49⁄100. Il obtient une note de 2.2⁄5 sur AlloCiné.

### Box-office
| Pays ou région    | Box-office      | Date d'arrêt du box-office | Nombre de semaines |
| ----------------- | --------------- | -------------------------- | ------------------ |
| États-Unis Canada | 36 280 697 $    | -                          | -                  |
| France            | 550 847 entrées | -                          | -                  |
| Total mondial     | 77 920 346 $    | -                          | -                  |